# G3 Torrent
G3 Torrent was een BitTorrentcliënt ontwikkeld door Jeremy Arendt. Het programma was te gebruiken onder Windows en vertoonde overeenkomsten met Vuze. De ontwikkeling van de G3 is sinds 2005 gestopt.
Een groot voordeel aan deze cliënt is dat deze gebruikmaakt van een grafische interface (zonder Java) en toelaat om via een webserver bestanden aan de downloadlijst toe te voegen, of te verwijderen. 
Dit programma is vrij beschikbaar onder een MIT-licentie.

## Mogelijkheden
Enkele functies van G3 Torrent:
- Bestanden downloaden
- Bestanden uploaden (snelheid zelf te bepalen)
- Weergave bestandsnaam, grootte, voortgang, downloadsnelheid, uploadsnelheid, totale download/upload, seeds/peers, gevonden aantal volledige kopieën en de gemiddelde vooruitgang van alle andere gebruikers.

Ook bevat deze enkele meer geavanceerde functies zoals:
- Op afstand bestanden toevoegen of verwijderen
- Grafieken van de vooruitgang
- Een vriendenlijst met IP-adressen
- Een berichtenlogboek met eventuele fouten
- Een RSS-lezer